# Трактороцентр, смешанное акционерное общество
Всесоюзный центр машинно-тракторных станций («Трактороцентр») — существовавшая в последние годы НЭПа советская  компания. Полное наименование — Смешанное акционерное общество под наименованием "Всесоюзный центр машинно-тракторных станций («Трактороцентр»). Штаб-квартира компании располагалась в Москве.

## История

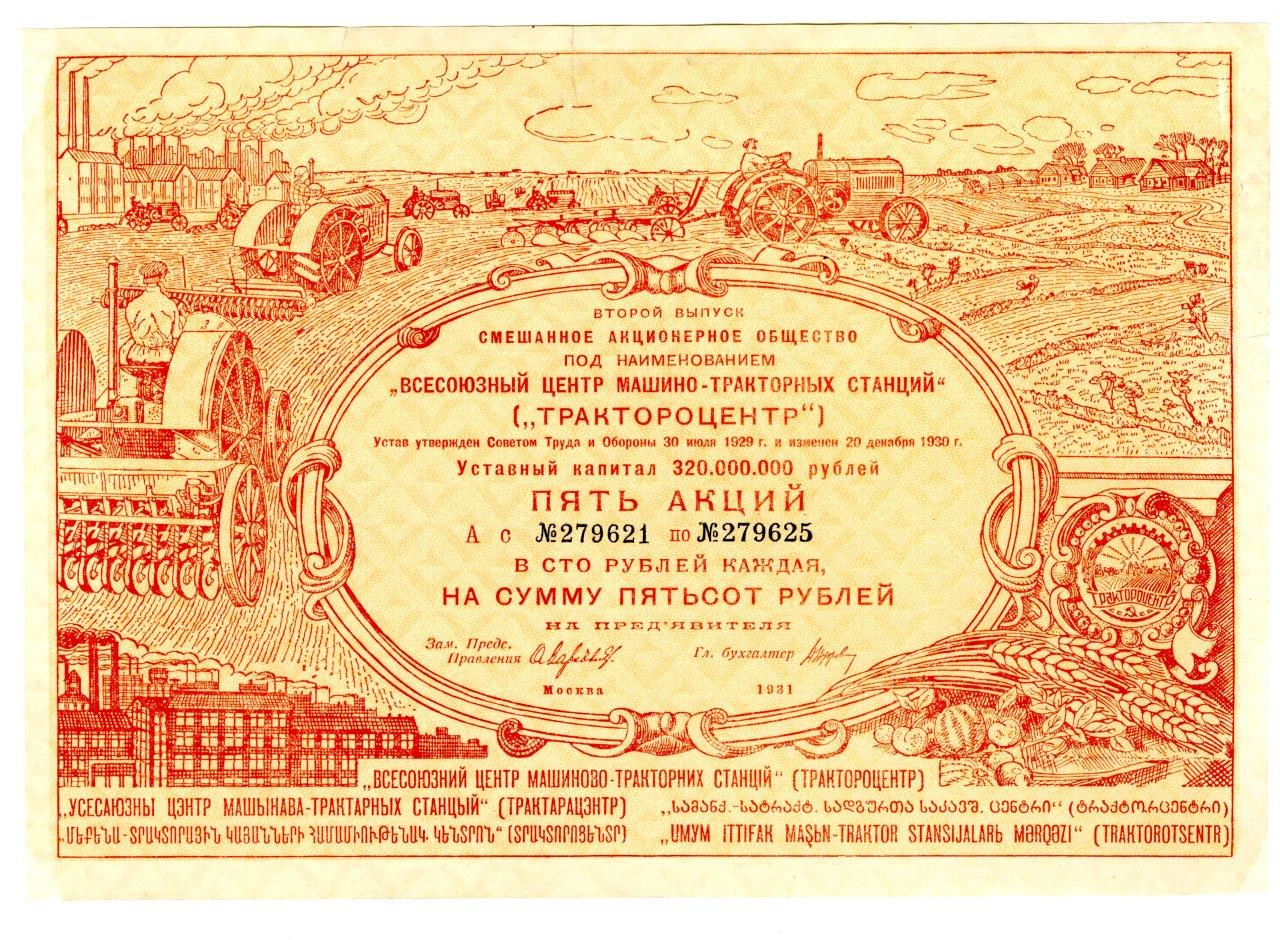
Пять акций на предъявителя в сто рублей каждая на сумму пятьсот рублей Смешанного акционерного общества под наименованием "Всесоюзный центр машинно-тракторных станций" («Трактороцентр»). Москва, 1931 г.

Смешанное акционерное общество под наименованием "Всезоюзный центр машинно-тракторных станций" («Трактороцентр») было учреждено во исполнение Постановления СТО СССР от 05.06.1929 г. "Об организации машинно-тракторных станций", подписанного заместителем Председателя СТО Я. Рудзутаком и Управляющим делами СНК Союза ССР и СТО Н. Горбуновым.
Отмечая положительные результаты работы машинно-тракторной станции в совхозе им. Шевченко, выразившиеся в усилении коллективизации крестьянских хозяйств, поднятии их производительности и максимальном использовании тракторов, Совет Труда и Обороны постановил:

1. Признать своевременным приступ к широкому строительству машинно-тракторных станций, как одному из основных путей к переустройству индивидуальных крестьянских хозяйств в крупные коллективные хозяйства.
2. Немедленно приступить к организации машинно-тракторных станций с тем, чтобы к концу 1929 - 1930 года сетью их была охвачена площадь крестьянской пашни размером не менее одного миллиона гектаров.
3. Признать необходимым обеспечение машинно-тракторных станций ремонтными мастерскими, отвечающими всем требованиям современной техники, и снабжение их материалами, необходимыми для бесперебойной работы.
4. В целях осуществления полной механизации всех работ машинно-тракторных станций, а также в целях освобождения кормов, затрачиваемых на содержание рабочего скота, и использования этих кормов для расширения продуктивного животноводства, обеспечить машинно-тракторные станции необходимыми автотранспортными средствами.
5. Организацию машинно-тракторных станций тесно увязать с планом строительства советских и коллективных хозяйств и проводить в первую очередь в тех районах, где намечается значительное расширение посевной площади и где недостаток тягловой силы и инвентаря у крестьян задерживает развитие сельского хозяйства. При этом машинно-тракторные станции должны быть организованы, в первую очередь, в районах наиболее развитого строительства коллективных хозяйств.
6. Забронировать за вновь организуемыми машинно-тракторными станциями по плану трактороснабжения 1929 - 1930 года не менее 5 тысяч тракторов, общей мощностью в 100000 лошадиных сил на шкиву.
7. Установить, что в районе действия машинно-тракторных станций допускается кредитование лишь тех отраслей крестьянского хозяйства и тех сельскохозяйственных операций, которые не могут быть обслужены машинно-тракторными станциями.

8. Для осуществления намеченной программы строительства машинно-тракторных станций и эксплуатации их признать необходимым организацию акционерного общества под наименованием "Всесоюзный центр машинно-тракторных станций (ВЦМТС)".
Исходя из данного Постановления, основной задачей общества Трактороцентр, наряду с обработкой земли окружающего населения, являлось "применение всех мероприятий, необходимых для поднятия общего уровня агрономической культуры в районах действия машинно-тракторных станций и широкого преобразования индивидуальных крестьянских хозяйств в крупные обобществленные механизированные хозяйства".
В состав учредителей Смешанного акционерного общества директивным путем были включены народные комиссариаты земледелия союзных республик, Высший Совет Народного Хозяйства Союза ССР, Народный Комиссариат Внешней и Внутренней Торговли Союза ССР, Всесоюзный совет и республиканские центры коллективных хозяйств, Всесоюзный совет сельскохозяйственной кооперации, Союз союзов сельскохозяйственной кооперации, Сельский Господарь, Хлебоцентр, Сельскосоюз, акционерное общество "Сельхозснабжение", Сахаротрест, Зернотрест, Укрсовхозобъединение, Госсельсиндикат и акционерное общество "Союзхлеб".
Изначально Основной капитал смешанного АО "Всесоюзный центр машинно-тракторных станций", согласно утвержденному 30 июля 1929 г. Уставу общества,  определялся в 50 миллионов рублей, однако уже 20 декабря 1930 г., после внесения изменений в Устав Трактороцентра, его величина достигла 320 млн. руб.
В мае 1932 года акционерный капитал общества был увеличен с 300 млн. рублей до 1150 млн. рублей.
В 1932 г. Общество было реорганизовано в государственное предприятие.